# 2004 VM78
2004 VM78, também escrito como 2004 VM78, é um objeto transnetuniano que está localizado no Cinturão de Kuiper, uma região do Sistema Solar. Este corpo celeste é classificado como um provável cubewano. Ele possui uma magnitude absoluta de 6,9 e tem um diâmetro estimado com 183 km.

## Descoberta
2004 VM78 foi descoberto no dia 9 de novembro de 2004 pelo astrônomo B. Gladman.

## Órbita
A órbita de 2004 VM78 tem uma excentricidade de 0,000 e possui um semieixo maior de 44,359 UA. O seu periélio leva o mesmo a uma distância de 44,359 UA em relação ao Sol e seu afélio a 44,359 UA.